# Nimbacris
Nimbacris is een geslacht van rechtvleugeligen uit de familie veldsprinkhanen (Acrididae). De wetenschappelijke naam van dit geslacht is voor het eerst geldig gepubliceerd in 1992 door Popov & Fishpool.

## Soorten
Het geslacht Nimbacris  is monotypisch en omvat slechts de volgende soort:
- Nimbacris longicornis (Chopard, 1958)